# John Nelson
John Nelson, född 1 juni 1791 i Frederick i Maryland, död 8 januari 1860 i Baltimore i Maryland, var en amerikansk jurist och politiker. Han var ledamot av USA:s representanthus 1821–1823 och USA:s justitieminister under president John Tyler 1843–1845. Han var son till Roger Nelson.
Nelson utexaminerades 1811 från College of William & Mary, studerade sedan juridik och inledde 1813 sin karriär som advokat i Frederick. År 1821 efterträdde han Samuel Ringgold som kongressledamot och efterträddes 1823 av John Lee. År 1831 utnämndes han till USA:s chargé d'affaires i Bägge Sicilierna. Han återvände till USA redan året därpå. Nelson var den tredje justitieministern under John Tylers ämbetsperiod som president. Han tillträdde justitieministerämbetet den 1 juli 1843 och innehade ämbetet fram till slutet av Tylers tid som president i mars 1845.
Nelson avled 1860 och gravsattes på Green Mount Cemetery i Baltimore.